# Миттєвий центр швидкостей

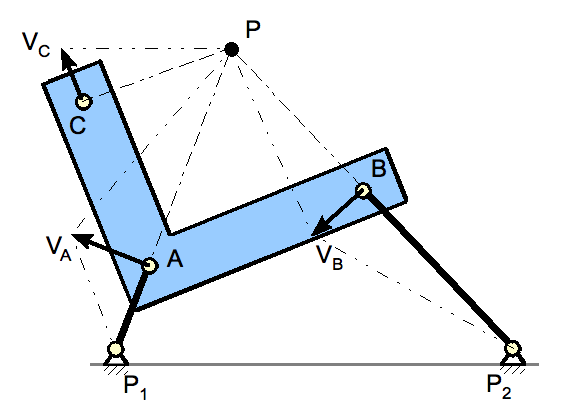
Миттєвий центр швидкостей P для випадку плоско паралельного руху

Миттє́вим це́нтром швидкосте́й (МЦШ) називається точка рухомої плоскої фігури, що здійснює плоскопаралельний рух, швидкість якої в даний момент часу дорівнює нулю {\displaystyle \left({\vec {V}}_{P}=0\right)}. Вказана точка може бути розташована або на самій рухомій фігурі, або на її уявному продовженні.

## Доведення

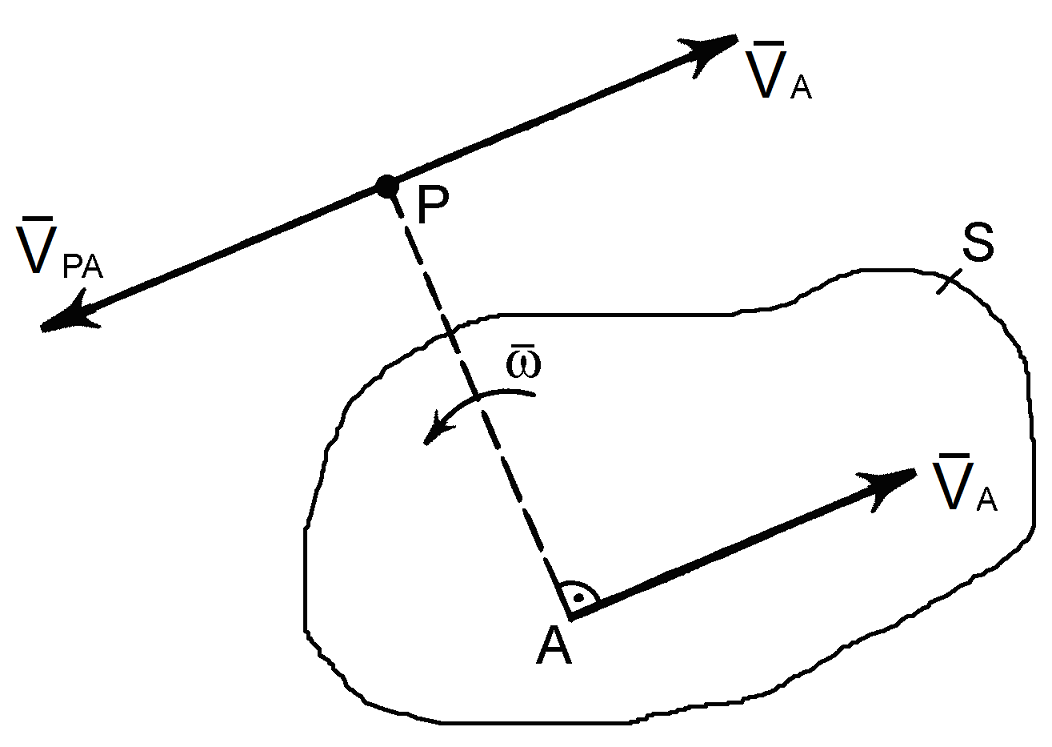
Доведення існування миттєвого центру швидкостей при плоскопаралельному русі

Нехай задано фігуру S, що здійснює плоский рух і швидкість {\displaystyle {\vec {V}}_{A}} деякої точки А цієї фігури вважається відомою а також, кутова швидкість {\displaystyle {\vec {\omega }}} обертання фігури.
Якщо побудувати у точці А перпендикуляр до вектора швидкості {\displaystyle {\vec {V}}_{A}}, який напрямлений у бік отриманий поворотом вектора швидкості за напрямком обертання фігури і відкласти на цьому перпендикулярі відрізок довжиною {\displaystyle AP={\frac {V_{A}}{\omega }}}, то обравши точку А за полюс, швидкість точки Р даної фігури буде визначатись за допомогою наступного векторного рівняння:
{\displaystyle {\vec {V}}_{P}={\vec {V}}_{A}+{\vec {V}}_{PA}}.
З цього виразу знайдемо швидкість {\displaystyle {\vec {V}}_{PA}}. Вона буде дорівнювати:
{\displaystyle \left|{\vec {V}}_{PA}\right|=\omega \cdot AP=\omega {\frac {\left|{\vec {V}}_{A}\right|}{\omega }}=\left|{\vec {V}}_{A}\right|}.
Вектор швидкості {\displaystyle {\vec {V}}_{PA}} буде спрямований протилежно до вектора швидкості {\displaystyle {\vec {V}}_{A}}, тобто
{\displaystyle {\vec {V}}_{PA}={\vec {V}}_{A}.}.
Тоді, з врахуванням цього, з виразу для швидкості точки P отримаємо:
{\displaystyle {\vec {V}}_{P}={\vec {V}}_{A}-{\vec {V}}_{A}=0.}
Таким чином, швидкість точки P дорівнює нулю, чим і доведено існування миттєвого центру швидкостей (МЦШ).
Можна довести, що при плоскопаралельному непоступальному русі плоскої фігури в кожний момент часу існує, і при тому єдина, точка з нульовою швидкістю.
Абсолютні значення швидкостей всіх точок плоскої фігури будуть прямо пропорційними їх відстаням до МЦШ, а напрями векторів швидкостей будуть перпендикулярними до прямих, які з'єднують ці точки з МЦШ. Саме тому МЦШ називають також миттєвим центром обертання.

## Теорема Ейлера-Шаля

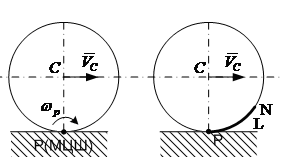
Центроїди при плоскопаралельному русі

Рух плоскої фігури в її площині уявляється як неперервна послідовність миттєвих обертань навколо відповідних миттєвих центрів обертань (МЦО). За теоремою Ейлера-Шаля плоский рух уявляється як обертальний рух навколо миттєвого центра обертань, або центра швидкостей.
Миттєвим центром обертань є точка нерухомої площини, з якою у даний момент часу збігається миттєвий центр швидкостей (МЦШ).
Згідно з теоремою обертання Ейлера, будь-яке обертове тривимірне тіло, що має нерухому точку, також має і вісь обертання. Таким чином, у загальнішому випадку обертання тривимірного тіла говорять про миттєву вісь обертання. Миттєвий центр обертання є точкою перетину миттєвої осі обертань з площиною руху.
Будь-який неперервний рух плоскої фігури в її площині можна одержати, якщо побудувати рухому і нерухому центроїди, жорстко з'єднати першу з них з плоскою фігурою і котити без ковзання рухому центроїду по нерухомій.
Центроїдою називається геометричне місце миттєвих центрів швидкостей (МЦШ).
При плоскопаралельному русі утворюються дві центроїди, оскільки миттєвий центр швидкостей описує одну криву в нерухомій системі координат, а другу в рухомій. Нерухома центроїда — це траєкторія миттєвого центра швидкостей на нерухомій площині, рухома центроїда — це траєкторія миттєвого центра швидкостей на рухомій площині. Рухома центроїда PN котиться без ковзання по нерухомій PL (див. рисунок).
Поняття про центроїди широко застосовується у теорії машин і механізмів при профілюванні зубчатих коліс.
Полюсом є миттєвий центр швидкостей (МЦШ), тобто така точка Р рухомої площини, жорстко скріплена з фігурою, швидкість якої в певний момент часу дорівнює нулю: {\displaystyle {\vec {V}}_{P}=0}.
Тоді {\displaystyle V_{B}=V_{BP}=\left|\omega \right|\cdot BP}, тобто швидкість будь-якої точки фігури дорівнює за величиною добутку модуля кутової швидкості фігури на відстань від цієї точки до МЦШ та спрямована перпендикулярно до цього відрізку {\displaystyle \left({\vec {V}}_{B}\perp BP\right)} проти ходу годинникової стрілки, якщо {\displaystyle \omega >0} і навпаки.
Розподіл миттєвих швидкостей точок плоскої фігури такий, немовби фігура оберталася навколо МЦШ (точка Р). З цього маємо співвідношення
{\displaystyle {\frac {V_{B}}{V_{A}}}={\frac {BP}{AP}}.}
.
Отже, відношення швидкостей двох точок плоскої фігури дорівнює відношенню їхніх відстаней до миттєвого центра швидкостей, або
{\displaystyle {\frac {V_{A}}{AP}}={\frac {V_{B}}{BP}}=\cdots =\left|\omega \right|.}

## Випадки знаходження миттєвого центра швидкостей плоскої фігури

### Випадок 1 (загальний)
У загальному випадку (див. рисунок вгорі) для знаходження МЦШ потрібно знати лише напрям швидкостей двох точок фігури. Для цього з початку векторів швидкостей зазначених двох точок (наприклад А, В і C) проводимо перпендикуляри. У точці перетину цих перпендикулярів і знаходиться миттєвий центр швидкостей (точка Р).
Кутова швидкість плоскої фігури у кожний момент часу дорівнює відношенню швидкості будь-якої точки фігури до її відстані до МЦШ:

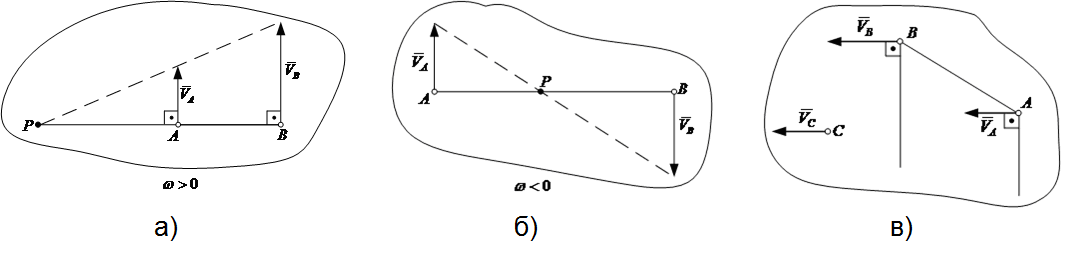
Часткові випадки знаходження МЦШ

{\displaystyle \omega ={\frac {V_{A}}{AP}}={\frac {V_{B}}{BP}}={\frac {V_{C}}{CP}}=\cdots }

### Випадок 2 (для двох паралельних однонаправлених швидкостей)
Відомі за величиною швидкості двох точок А і В фігури, які паралельні одна одній, напрямлені в один бік і перпендикулярні до прямої АВ {\displaystyle \left({\vec {V}}_{A}||{\vec {V}}_{B}\right)} (варіант а на рисунку).
МЦШ (точка Р) знаходиться в точці перетину прямої АВ і прямої, що з'єднує кінці векторів швидкостей точок А і В:
{\displaystyle \omega _{AB}={\frac {V_{A}}{AP}}={\frac {V_{B}}{BP}};\quad \left(V_{B}\perp AB,\quad V_{A}\perp AB\right).}

### Випадок 3 (для двох протилежно направлених паралельних швидкостей)
Якщо швидкості двох точок плоскої фігури напрямлені в різні боки і перпендикулярні до відрізка, що з'єднує ці точки, то миттєвий центр швидкостей лежить у точці перетину прямої, яка з'єднує кінці векторів швидкостей з наведеним вище відрізком (варіант б на рисунку).

### Випадок 4 (для двох однакових паралельних однаково направлених швидкостей)
Якщо швидкості двох точок плоскої фігури паралельні й рівні між собою, напрямлені в один бік, то миттєвий центр швидкості віддаляється на нескінченну велику відстань, тобто МЦШ відсутній, {\displaystyle \omega =0}, і миттєві швидкості всіх точок фігури рівні між собою:{\displaystyle {\vec {V}}_{A}={\vec {V}}_{B}={\vec {V}}_{C}=\cdots } (варіант в на рисунку).
Це випадок миттєво-поступального руху тіла: відстань до МЦШ прямує до нескінченності і {\displaystyle \omega ={\frac {V_{A}}{\infty }}=0.}.

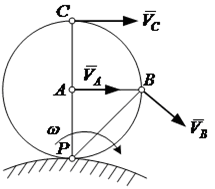
Миттєвий центр швидкостей (точка P) при коченні тіла

### Випадок 5 (кочення без ковзання)
У разі кочення без ковзання рухомого контуру плоскої фігури по нерухомому МЦШ лежить у точці дотику цих контурів. Кутова швидкість {\displaystyle \omega ={\frac {V_{A}}{AP}};\quad V_{B}=\omega \cdot BP;\quad V_{C}=\omega \cdot CP.}